# Stanislas de la Tousche
 (novembre 2019).
Pour les articles homonymes, voir La Tousche.
Stanislas de la Tousche, né en 1955 à Saint-Sever (Landes), est un acteur français.

## Biographie[1],[2]
Stanislas de la Tousche suit une formation de comédien en 1978 et 1979 à l'American Center de Paris, au cours de Stéphane Lory, élève d'Antoine Vitez. Entre 1982 et 1986, il se forme à la méthode de Jacques Lecoq avec Éduardo Galhos.  
Il commence en 1985 avec Le Livre ou la philosophie sans le vouloir, de Stefan Leriov  mise en scène par Loïc Saint-Jalmes, monologue sur le marquis de Sade, réunissant les figures de Robespierre, Dracula et Frankenstein.
En 1986, il participe aux côtés de Christophe Thiry à la création de la troupe l'Attrape-théâtre, qui aborde le répertoire par l’acrobatie, la musique instrumentale et le chant.
Entre 1999 et 2007, il participe à la Collection Philosophie de Chair de Didier Mahieu sur l'Entretien entre Diderot et d’Alembert et Les Méditations métaphysiques de Descartes.
En 1998, puis 2011, il est narrateur et chanteur dans Le Roman de Fauvel puis La Messe de Notre-Dame de Guillaume de Machaut pour la Camerata de Boston, direction de Joel Cohen à la Cité de la musique de Paris et aux Flâneries musicales de Reims. À partir des années 2010, avec le metteur en scène et dramaturge Géraud Bénech, il monte plusieurs spectacles sur Louis-Ferdinand Céline tirés des interviews et romans d'après guerre de celui-ci (D'un château l'autre, Nord et Rigodon) :  Ma peau sur la table (en 2010, avec le metteur en scène David Ayala) Y en a que ça emmerde ? (2011), Le Discours aux asticots (2014) et Céline Derniers entretiens (2017). En 2020, il reprend le rôle de Jean-Baptiste Clamence dans La Chute d'Albert Camus.

## Théâtre
- 1985 : Le Livre ou la Philosophie sans le vouloir de Stefan Leriov, mise en scène de Loïc Saint-Jalmes
- 1986 : Pension l'amiral de Philippe Martone, mise en scène d'Eduardo Galhos
- 1987 : Mistero Buffo de Dario Fo, mise en scène de Christophe Thiry
- 1989 : Le Sicilien ou l'Amour peintre de Molière, mise en scène de Christophe Thiry
- 1989 : Le Mariage forcé de Molière, mise en scène de Christophe Thiry
- 1989 : La Jalousie du Barbouillé de Molière, mise en scène de Christophe Thiry
- 1990 : Les Farces de l'Europe (Entremesas, Ruzzante, Gringoire), mise en scène de Christophe Thiry
- 1992 : L'Illusion comique de Pierre Corneille, mise en scène de Christophe Thiry
- 1994 : La Mort et l'Écuyer du roi de Wole Soyinka, mise en scène de Christophe Thiry
- 1996 : Anthropologies de Pablo Abad, mise en scène de Ricardo Lopez-Munoz
- 1997 : Tombeau pour Boris Davidioitch de Danilo Kis, mise en scène de Patrick Verschueren
- 1997 : Peine pour Malvina de Mirko Kovač, mise en scène de Patrick Verschueren
- 1997 : Le bonheur est une idée neuve en Europe de Jordan Plevneš, mise en scène de Patrick Verschueren
- 1998 : Dialogues d'exilés de Bertolt Brecht, mise en scène de Patrick Vershueren
- 1999 : Peines d'amour perdues de William Shakespeare, mise en scène de Simon Abkarian
- 1999 : Entretien entre Diderot et d'Alembert de Denis Diderot, mise en scène de Didieu Mahieu
- 1999 : Britannicus de Jean Racine, mise en scène d'Alain Bézu
- 2000 : Les Portes de la nuit de Jacques Prévert, mise scène de Serge Brozille
- 2000 : La Puissance des mouches de Lydie Salvayre, mise en scène de Sophie Rappeneau
- 2001 : La Petite Ville où le temps s'arrêtera de Bohumil Hrabal mise en scène de Serge Brozille
- 2002 : La Compagnie des spectres de Lydie Salvayre, mise en scène de Monica Espina
- 2004 : Anticlimax de Werner Schwab, mise en scène de Régis Hébette, Théâtre de l'Echangeur
- 2006 : Tragedy: a tragedy de William Eno, mise en scène de Monica Espina, La Générale
- 2006 : Des nuits en bleus de Jean-Pierre Levaray, mise en scène de Marie-Hélène Garnier
- 2007 : Deux premières méditations de René Descartes, mise en scène de Didier Mahieu, tournée
- 2008 : La Conjuration des imbéciles de John Kennedy Toole, mise en scène de Bastien Crinon
- 2009 : La Puce à l'oreille de Georges Feydeau, mise en scène de Paul Golub
- 2010 : Ma peau sur la table, d'après l’œuvre de Louis-Ferdinand Céline, mise en scène de David Ayala et géraud Bénech
- 2011 : Y en a que ça emmerde ?, d'après l’œuvre de Louis-Ferdinand Céline, mise en scène de Géraud Bénech,
- 2012 : La Chute d'Albert Camus, mise en scène de Florent Meyer
- 2014 : Les Fourberies de Scapin de Molière, mise en scène de Christophe Thiry
- 2014 : Le Discours aux asticots, d'après l’œuvre de Louis-Ferdinand Céline, mise en scène de Géraud Bénech
- 2015 : Mais, du Soleil, que reste-t-il ? de Maurice Genevoix, mise en scène de Géraud Bénech
- 2015 : On ne badine pas avec l'amour d’Alfred de Musset, mise en scène de Christophe Thiry
- 2017 : Céline Derniers Entretiens, d'après l’œuvre de Louis-Ferdinand Céline, mise en scène de Géraud Bénech
- 2017 : L'Entêté de Jean-Pierre Andréani, mise en scène de Jean-Pierre Andreani
- 2020 : Terribles Voyages de et mise en scène Antonin Vela
- 2020 : La Chute d'Albert Camus, mise en scène de Géraud Bénech

Narrateur-chanteur
- 1998 : Le Roman de Fauvel, direction Joel Cohen (Camerata de Boston), Cité de la musique, Paris
- 2011 : La Messe de Notre-Dame de Guillaume de Machaut, direction Joel Cohen (Camerata de Boston), Flâneries musicales de Reims

Mises en scène
- 2002 : La France par les petits bouts de Jean-Michel Dagory
- 2008 : Yapadala de Jean-Michel Dagory

## Filmographie

### Cinéma
- 2000 : Le Goût des autres d'Agnès Jaoui : le juge
- 2010 : Les Aventures extraordinaires d'Adèle Blanc-Sec de Luc Besson : le chauffeur du préfet Pointrenaud

### Télévision
- 2005 : Landru de Pierre Boutron
- 2006 : Les Bleus d'Alain Tasma
- 2007 : Voici venir l’orage de Nina Companeez
- 2007 : Fait pas ci, fait pas ça de Pascal Forneri
- 2008 : Une passion française de Sébastien Grall

Documentaires-fictions
- 2014 : Si je mourais là-bas, réalisation Guillaume Laidet, Chaîne Histoire
- 2015 : Si Paname m'était conté, réalisation Guillaume Laidet, Chaîne Histoire
- 2016 : Ce monde ancien, réalisation Guillaume Laidet, Chaîne Histoire
- 2017 : Allez-y sans moi, réalisation Guillaume Laidet, Chaîne Histoire
- 2018 : Les Manants du roi,réalisation Guillaume Laidet, Chaîne Histoire
- 2018 : Que Dieu m'y garde, réalisation Guillaume Laidet, Chaîne Histoire